# Praseodym(III)-nitrat
Praseodym(III)-nitrat (Pr(NO3)3) ist ein Salz des Seltenerd-Metalls Praseodym mit Salpetersäure.

## Darstellung
Kristalle des Hexahydrats können aus Lösungen von Pr6O11 in verdünnter Salpetersäure gezüchtet werden.

## Eigenschaften

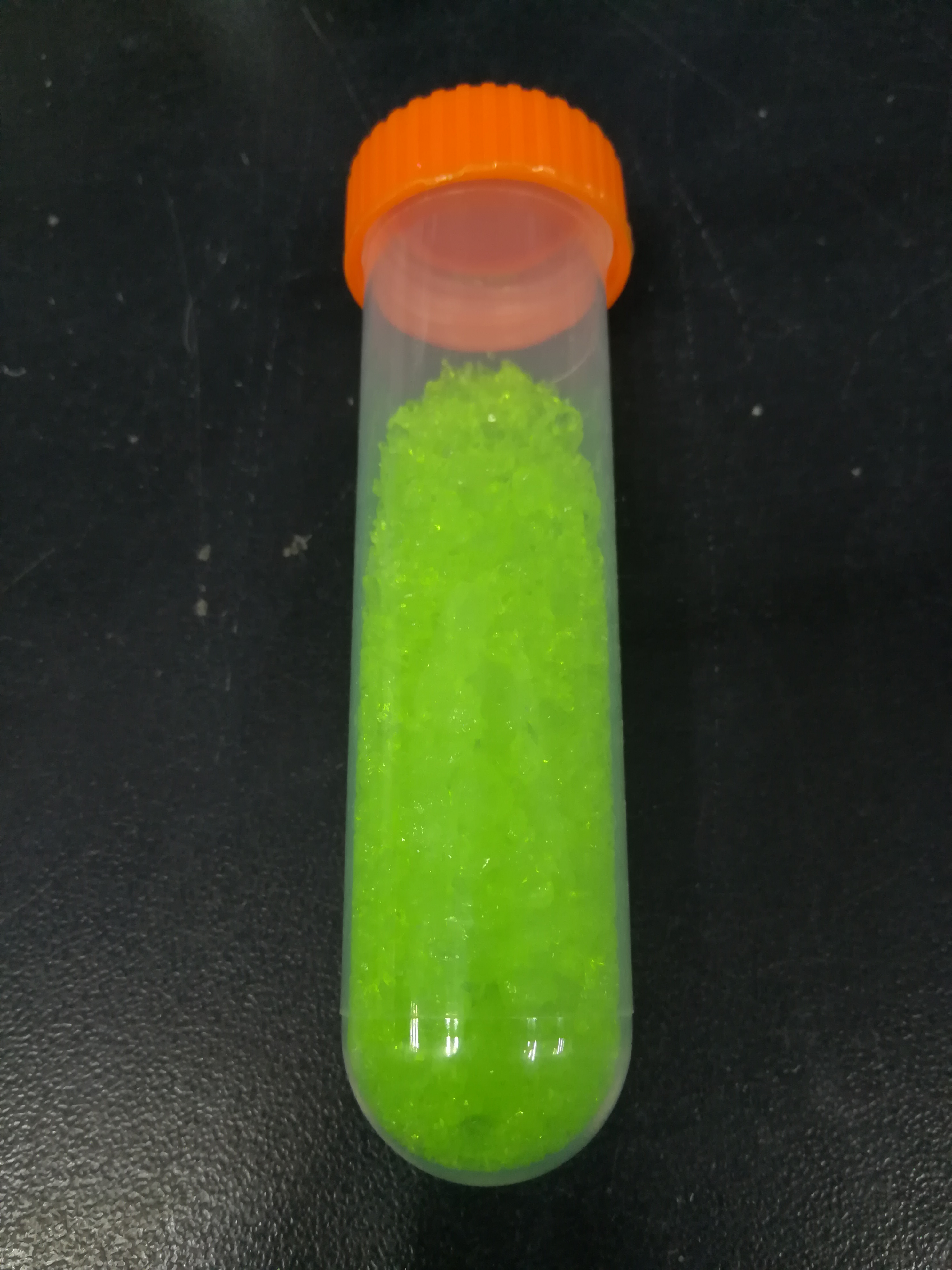
Praseodym(III)-nitrat (Hexahydrat)

Praseodym(III)-nitrat bildet als Hexahydrat grüne Kristalle. Es ist unter Normalbedingungen stabil. Bei erhöhten Temperaturen verliert es allmählich das Kristallwasser, oberhalb von 253 °C wird die wasserfreie Form erhalten. Ab ca. 310 °C findet Zersetzung zu Praseodymoxidnitrat (PrONO3) und Stickoxiden statt.